# スポーツマンズ・パーク
スポーツマンズ・パーク（Sportsman's Park）は、アメリカ合衆国ミズーリ州セントルイスにかつて存在したスタジアムである。

## スタジアムの歴史

### 初代(グランド・アベニュー・パーク)
1875年5月6日、セントルイスの一画にグランド・アベニュー・パーク（Grand Avenue Park）という野球場が開場。ナショナル・アソシエーション・リーグに1875年に誕生したセントルイス・ブラウンストッキングスの本拠地となった。ナショナル・アソシエーションがその年限りで消滅すると、このチームは翌1876年からナショナルリーグへ移籍した。このときに球場名がスポーツマンズ・パークへ変更された。ブラウンストッキングスは1877年シーズン終了後に球団解散した。
1882年、アメリカン・アソシエーション・リーグが発足。セントルイスには前述のチームと同じ名前のセントルイス・ブラウンストッキングス（現セントルイス・カージナルス）というチームが誕生した。ブラウンストッキングスはスポーツマンズ・パークを改修し、本拠地として使用した。ブラウンストッキングスは翌1883年にチーム名をセントルイス・ブラウンズに改め、1892年にはナショナルリーグへ移籍した。そしてこの年までは初代スポーツマンズ・パーク(グランド・アベニュー・パーク)を本拠地にしていた。

### 2代目(ロビソン・フィールド)
1893年、このセントルイス・ブラウンズは初代スポーツマンズ・パークの北東に建設された新スポーツマンズ・パークへ移転した。ブラウンズは1899年にパーフェクトズ、1900年にカージナルスに球団名を変更し、1911年には球団オーナーであったスタンリー・ロビソンの死去に伴い球場名をロビソン・フィールドに改称して、カージナル・フィールドとも言われながら1920年のシーズン途中まで本拠地とした。
詳細はロビソン・フィールドの項目を参照のこと。

### 3代目(ブッシュ・スタジアム)
一方で新しく1901年にアメリカンリーグが発足し、その時に誕生したミルウォーキー・ブルワーズ（1954年以降現在までのボルチモア・オリオールズ）が、その1年限りでミルウォーキーを捨て、カージナルスのいるセントルイスに移転してきた。このチームは球団名をカージナルスが1898年まで使っていたセントルイス・ブラウンズとした。これは翌1903年に同じ1901年に誕生した当時のボルチモア・オリオールズ（現在のニューヨーク・ヤンキース）がスーパーバス(後のドジャース)やジャイアンツのいるニューヨークへ移転したことも含めて、ナショナルリーグの球団と同じ都市にフランチャイズを設置することは、明らかに新興勢力（アメリカンリーグ）が既存の勢力（ナショナルリーグ）に対して挑戦状を叩きつける動きだった。
新しいセントルイス・ブラウンズ(後のオリオールズ)は新球場を建設し、球場名をカージナルスがかつて使っていたスポーツマンズ・パークと名付けた。ブラウンズはセントルイス1年目に78勝58敗の2位と健闘したことでファンの支持を得た。その後ブラウンズは下位に低迷したが、観客動員ではカージナルスを上回った（1902年から1908年の7年間の平均観客動員は、ブラウンズが約5,160人、カージナルスが約3,440人。この期間中にカージナルスが年間観客動員でブラウンズを上回ったのは1904年のみ）。
そしてブラウンズは球場の改修に着手し、1909年に改修が終了したこの3代目スポーツマンズ・パークは、鉄筋コンクリート製のものであった。やがて木製の球場が時代遅れになっていた1920年のシーズン途中に、とうとうカージナルスもロビソン・フィールド(2代目スポーツマンズ・パーク)からこのスポーツマンズ・パークに移転してきた。セントルイスをフランチャイズとするブラウンズとカージナルス両球団が同じ球場を本拠地にするようになった。
そしてカージナルスが移転してきてから、この両球団の力関係は逆転する。カージナルスはその後30年間でリーグ優勝9回、うちワールドシリーズ制覇6回の強豪になる。一方のブラウンズはリーグ優勝が1回のみ。両者が直接対決した1944年のワールドシリーズではカージナルスが4勝2敗で勝利。観客動員もカージナルスがブラウンズを圧倒するようになって、スポーツマンズ・パークの所有権も1952年シーズン終了後にブラウンズからカージナルスに移った。そして同時に球場名もカージナルスのオーナーの名前からブッシュ・スタジアム（Busch Stadium）に変更された（最初は親会社の商品名からバドワイザー・スタジアム（Budweiser Stadium）への変更が予定されていたが、機構が認めなかった）。ブラウンズは1953年シーズン終了後、メリーランド州ボルチモアへ移転した。
やがてブッシュ・スタジアム(3代目スポーツマンズ・パーク)は老朽化が進んでいった。1960年にはNFLのカージナルスがシカゴから移転してきて、球場が野球とアメフトとの兼用になったことも、球場の負担を増した。
1966年、クッキーカッター型（野球とアメフトの兼用を前提に作られた巨大円形スタジアム）の新しいブッシュ・スタジアムが完成し、両カージナルスがそちらに移転しスポーツマンズ・パークはその年のうちに解体され、その長い歴史に終止符が打たれた。

## 主要な出来事

### 野球
- 1902年4月23日、インディアンス戦で開場（ブラウンズ 5 - 2 インディアンス）。
- 1931年8月21日、ヤンキースのベーブ・ルースが史上初の通算600本塁打を達成。
- 1940年7月9日、オールスターゲーム開催（ナ 4 - 0 ア）。
- 1948年7月13日、オールスターゲーム開催（ア 5 - 2 ナ）。
- 1951年8月19日、タイガース戦に、身長3フィート7インチ（約109センチ）のエディー・ゲーデルが出場。
- 1957年7月9日、オールスターゲーム開催（ア 6 - 5 ナ）。
- ワールドシリーズ開催：1926年、1928年、1930年、1931年、1934年、1942年、1943年、1944年、1946年、1964年
- 1966年5月8日、ジャイアンツ戦で閉場（ジャイアンツ 10 - 5 カージナルス）。